# Wolrad de Waldeck-Pyrmont
Wolrad de Waldeck-Pyrmont (allemand : Prinz Victor Wolrad Friedrich Adolf Wilhelm Albert zu Waldeck und Pyrmont, 26 juin 1892 - 17 octobre 1914) est le plus jeune enfant de Georges-Victor de Waldeck-Pyrmont par sa seconde épouse, la princesse Louise de Schleswig-Holstein-Sonderbourg-Glücksbourg.

## Famille
Wolrad est né à Arolsen, Principauté de Waldeck-Pyrmont, le second fils de Georges-Victor de Waldeck-Pyrmont (1831-1893), (fils de Georges II de Waldeck-Pyrmont et de la Princesse Emma d'Anhalt-Bernbourg-Schaumbourg) mais le premier enfant de sa seconde épouse, Louise de Schleswig-Holstein-Sonderbourg-Glücksbourg (1858-1936), (fille de Frédéric de Schleswig-Holstein-Sonderbourg-Glücksbourg et Adélaïde de Schaumbourg-Lippe). Par le biais de deux de ses parents, il est descendant de George II de Grande-Bretagne.
Wolrad grandit sans son père, qui meurt un an après sa naissance. Il est élevé par sa mère et son demi-frère, le prince régnant Frédéric de Waldeck-Pyrmont.
En 1910, il accompagne Frédéric pour les funérailles du Roi Édouard VII du Royaume-Uni.
Ses demi-frères et sœurs sont :
- Pauline de Waldeck-Pyrmont (1855-1925) qui épouse Alexis, prince de Bentheim et Steinfurt ;
- Marie de Waldeck-Pyrmont (1857-1882) qui épouse le futur Guillaume II de Wurtemberg ;
- Emma de Waldeck-Pyrmont (1858-1934) qui épouse Guillaume III des Pays-Bas ;
- Hélène de Waldeck-Pyrmont (1861-1922) qui épouse le Prince Léopold, Duc d'Albany ;
- Frédéric de Waldeck-Pyrmont (1865-1946), dernier prince régnant de Waldeck et Pyrmont.

## L'éducation et carrière militaire
Il étudie à Oxford et Grenoble, mais ces études ne semblent pas mener à quoi que ce soit, il souhaite entrer dans l'armée. Il montre plus d'intérêt pour l'armée que l'université et est rapidement devenu lieutenant dans le régiment de Hesse Dragon et dans le quatre-vingt-troisième Régiment d'Infanterie. Au cours de la Première Guerre mondiale il combat dans les Vosges et plus tard dans la Bataille de la Marne. Il vient finalement à Moorslede, en Belgique, où il meurt en action. Il meurt célibataire.